# Inositolo 2-deidrogenasi
La inositolo 2-deidrogenasi è un enzima appartenente alla classe delle ossidoreduttasi, che catalizza la seguente reazione:
mio-inositolo + NAD+ ⇄ 2,4,6/3,5-pentaidrocicloesanone + NADH + H+